# ذوطة الأزهار
ذُوطَة الأزهار هو عنكبوت سرطان البحر ينتمي إلى جنس الذوطة. توجد هذه العناكب في جميع أنحاء أوروبا وشمال إفريقيا وأجزاء من الشرق الأوسط وآسيا . توجد هذه الذوطة في الأزهار في نباتات الأراضي المنخفضة. تتميز الإناث بحجمها الأكبر وقدرتها على تغيير اللون بين الأبيض والأصفر والوردي كوسيلة لمطابقة لون الزهرة. هذا التنكر الخفي يسمح لهم بالتهرب من الحيوانات المفترسة وتعزيز قدرات التقاط فريسة الحشرات. الذكور أصغر وأكثر رشاقة وباهتة اللون وعادة ما تكون خضراء أو بنية. تتميز أيضًا عن الأقارب الآخرين بأنماط دورة حياته المتميزة التي تظهر فيها العناكب في أواخر الصيف أو أوائل الربيع.

## معرِض الصور

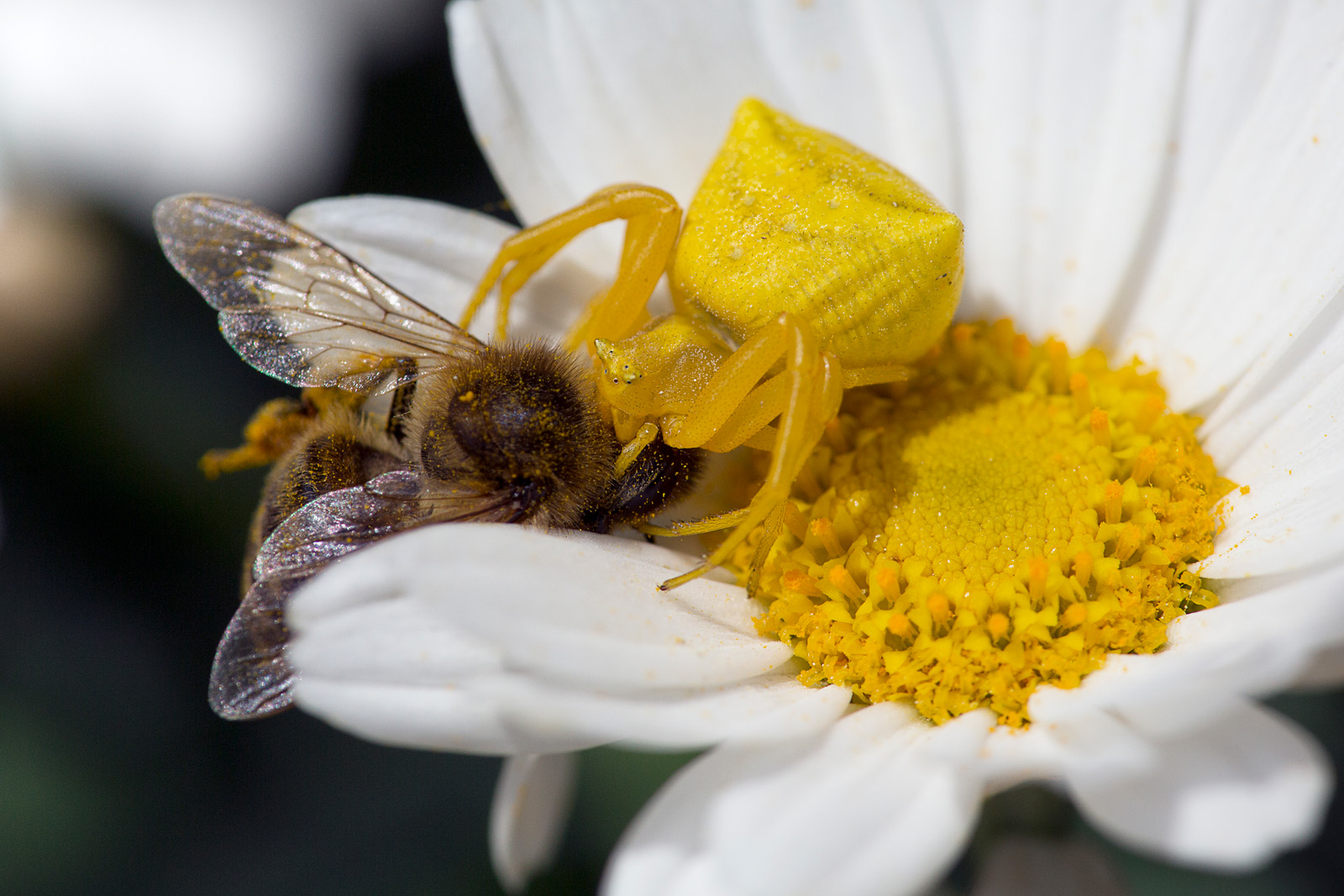
تتغذى على نحلة بعد الإمساك بها
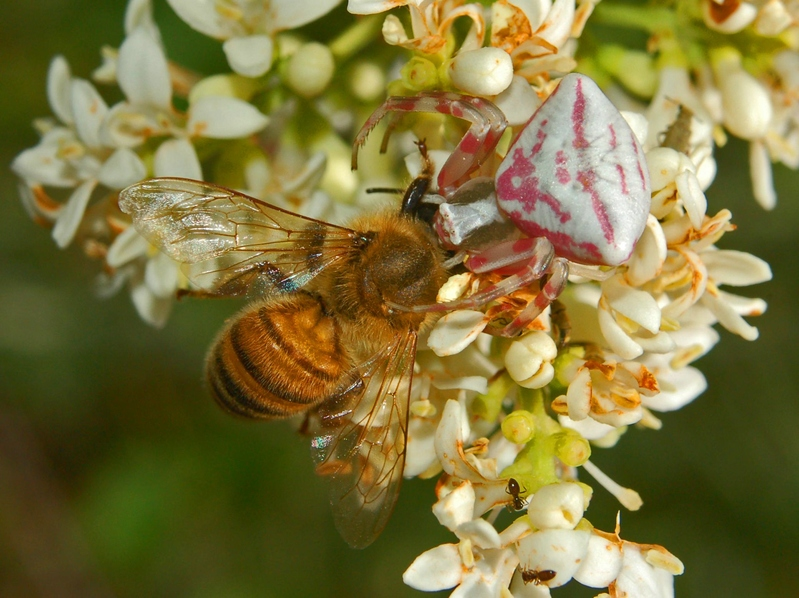
تلتهم نحل العسل الغربي
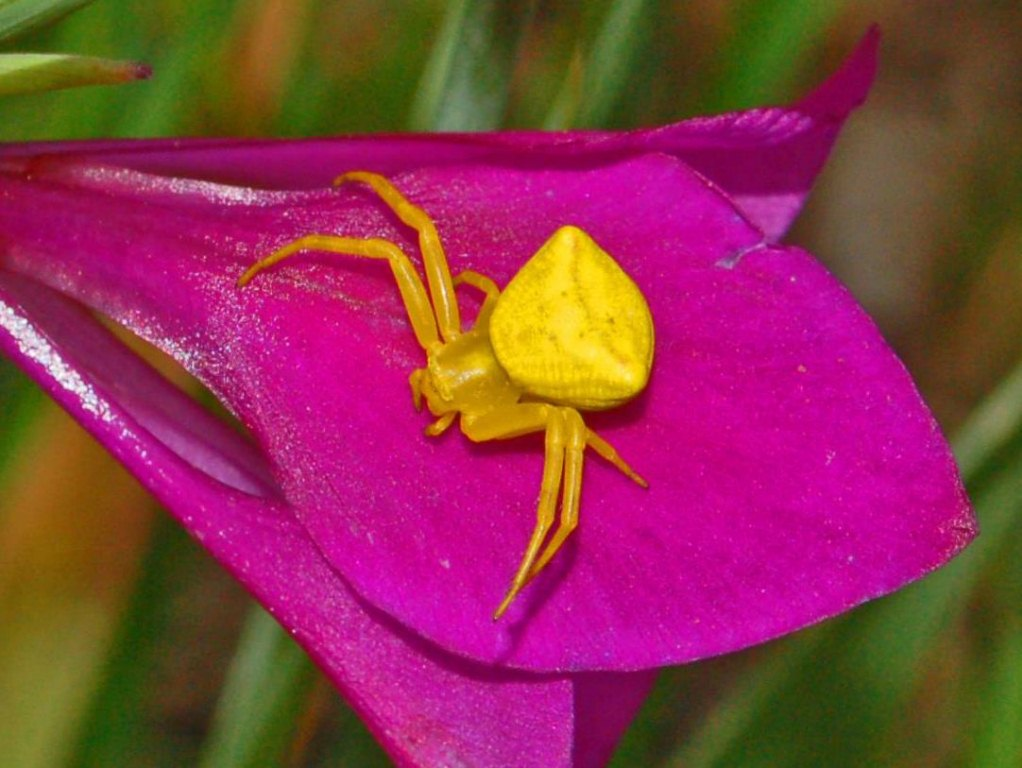
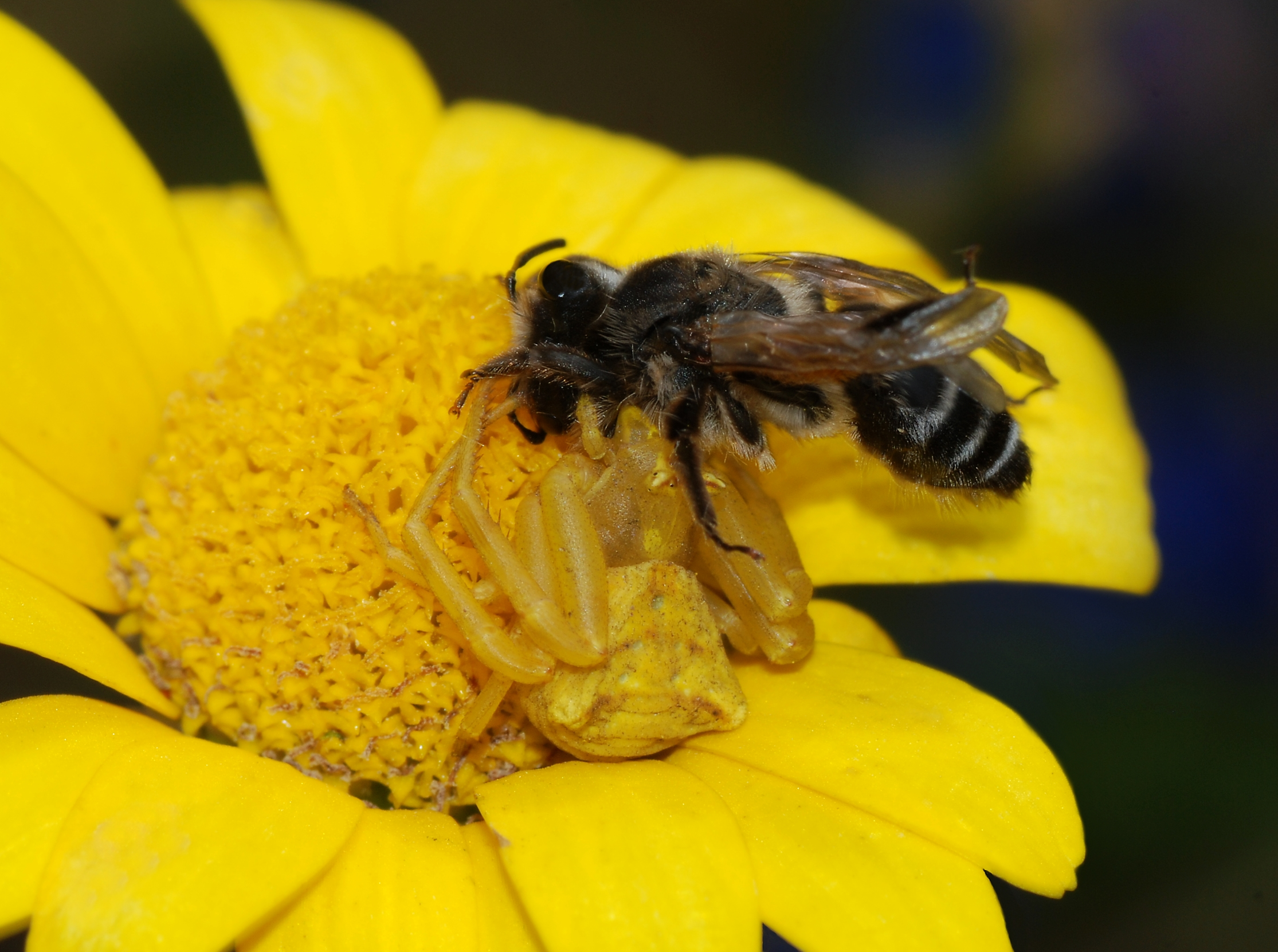
ذوطة الأزهار تمسك بنحلة
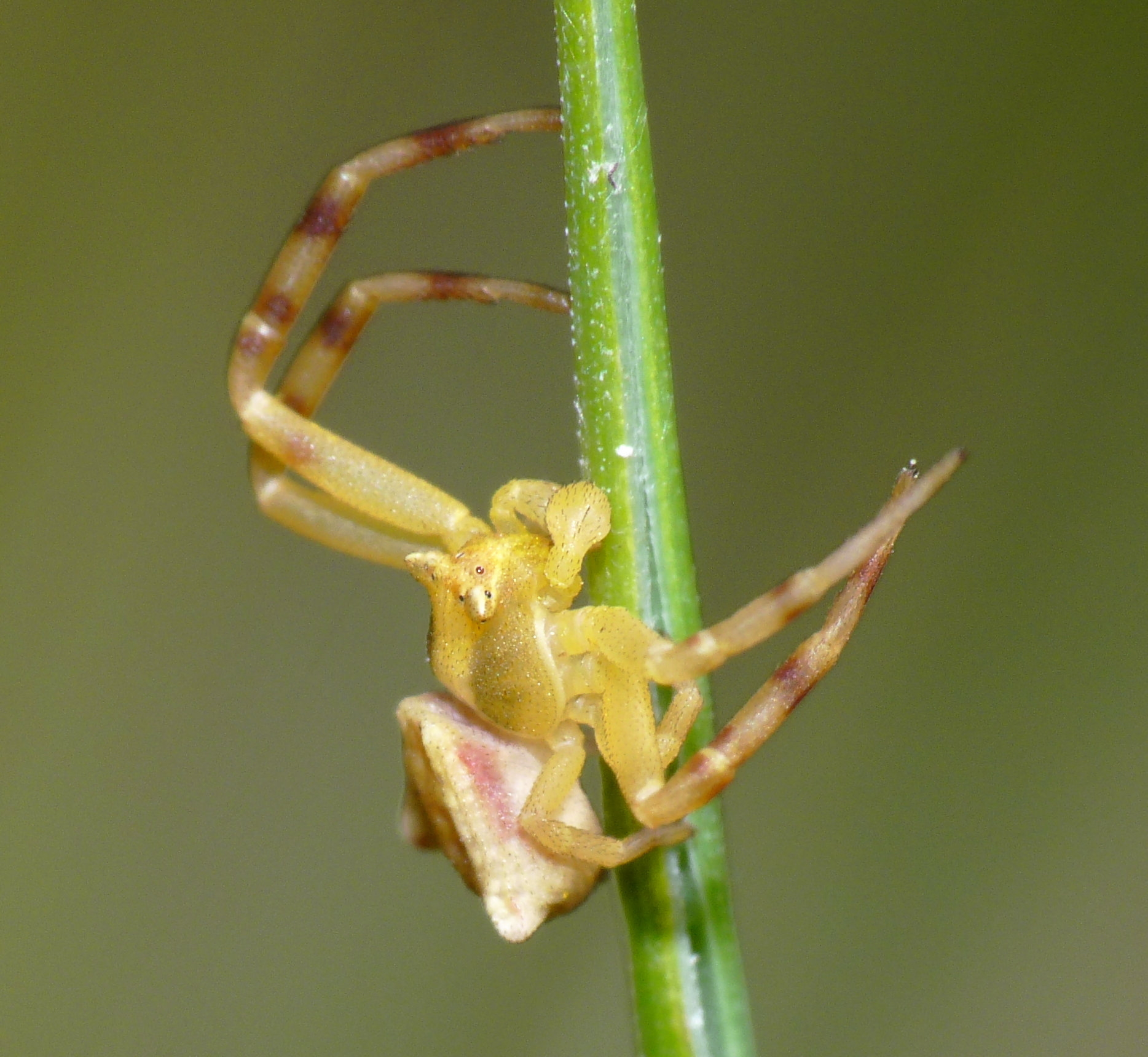
ذكر
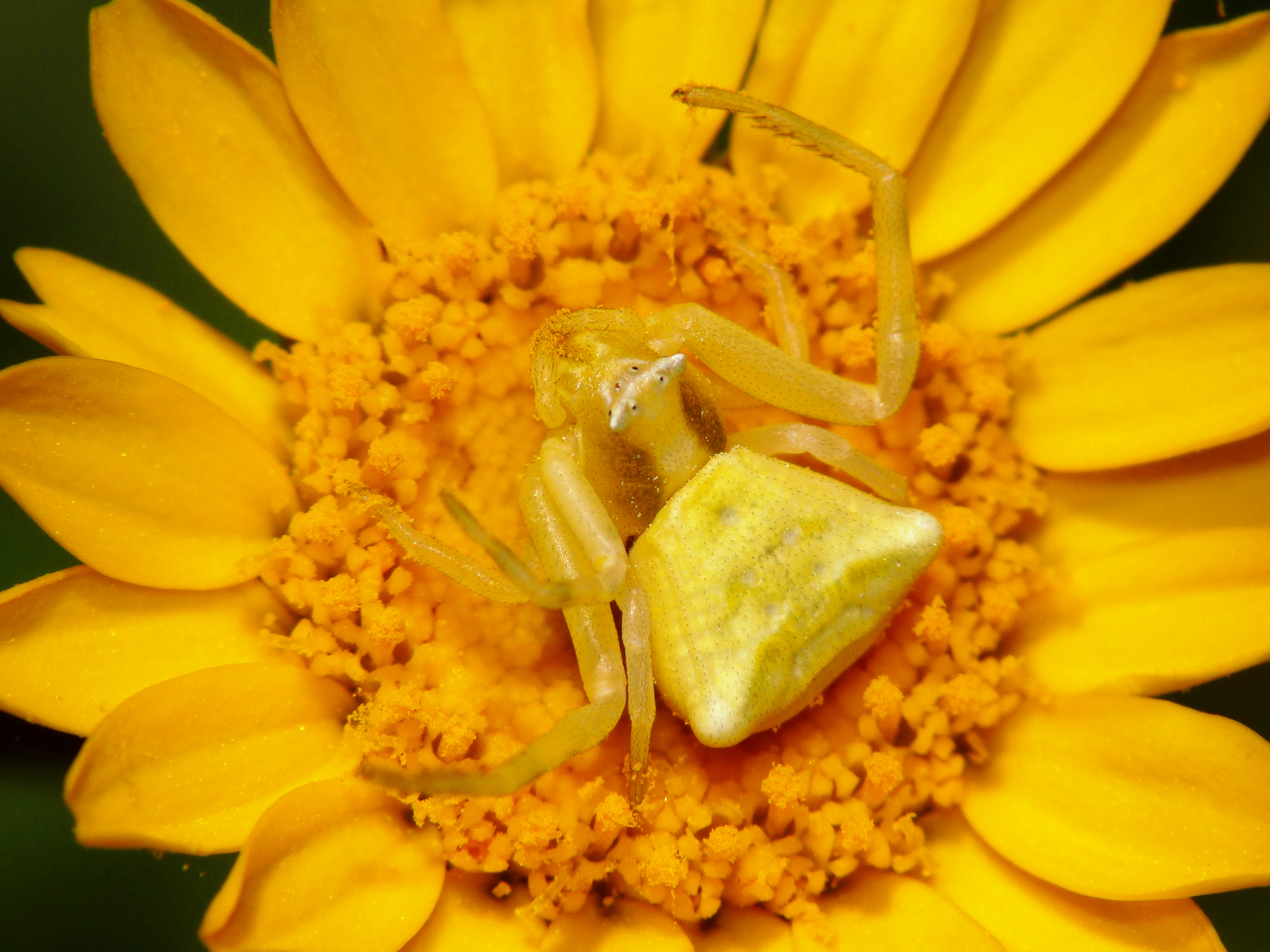
أنثى
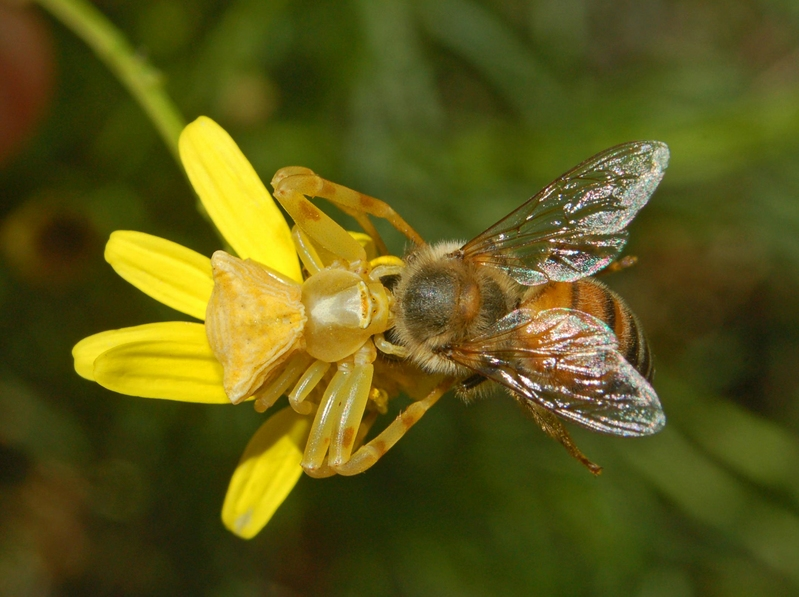
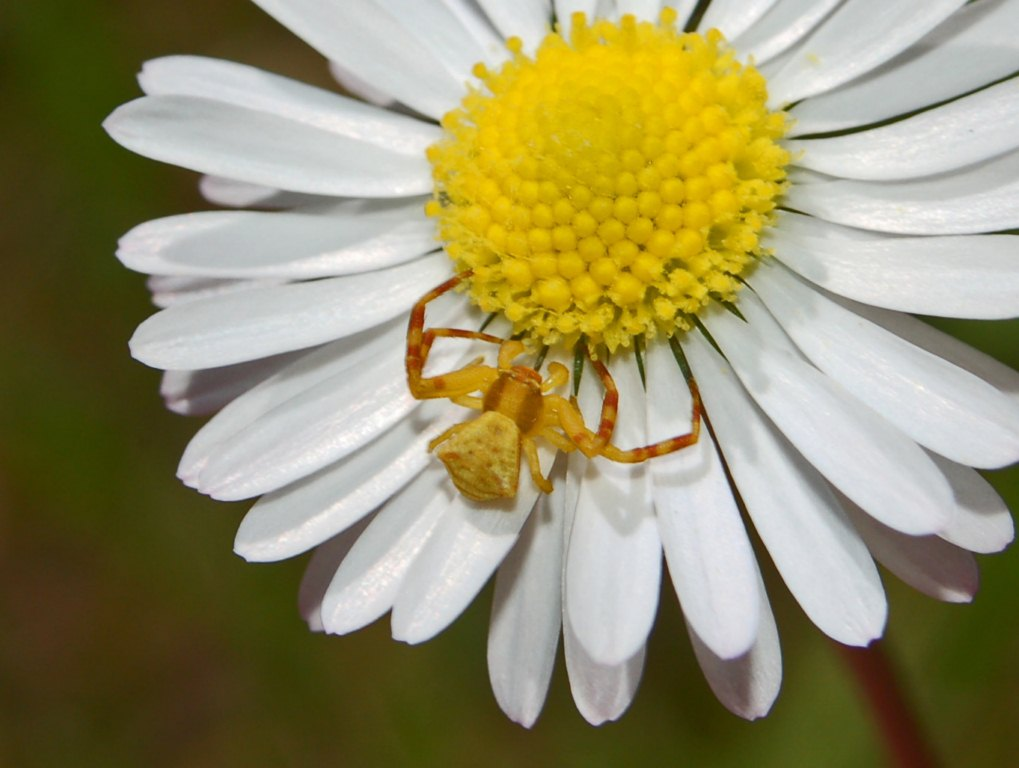
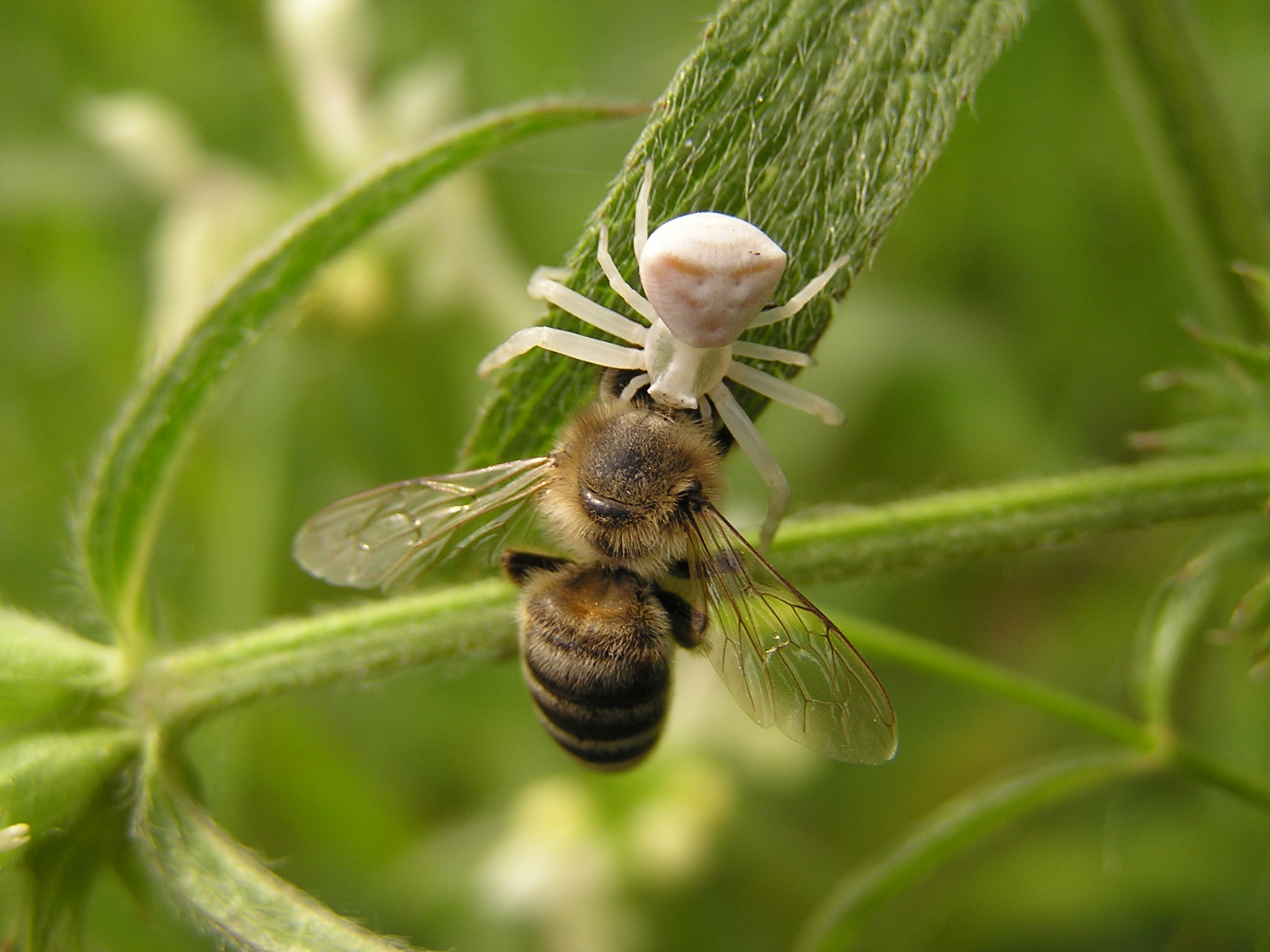
ذوطة الأزهار تلتقط نحلة
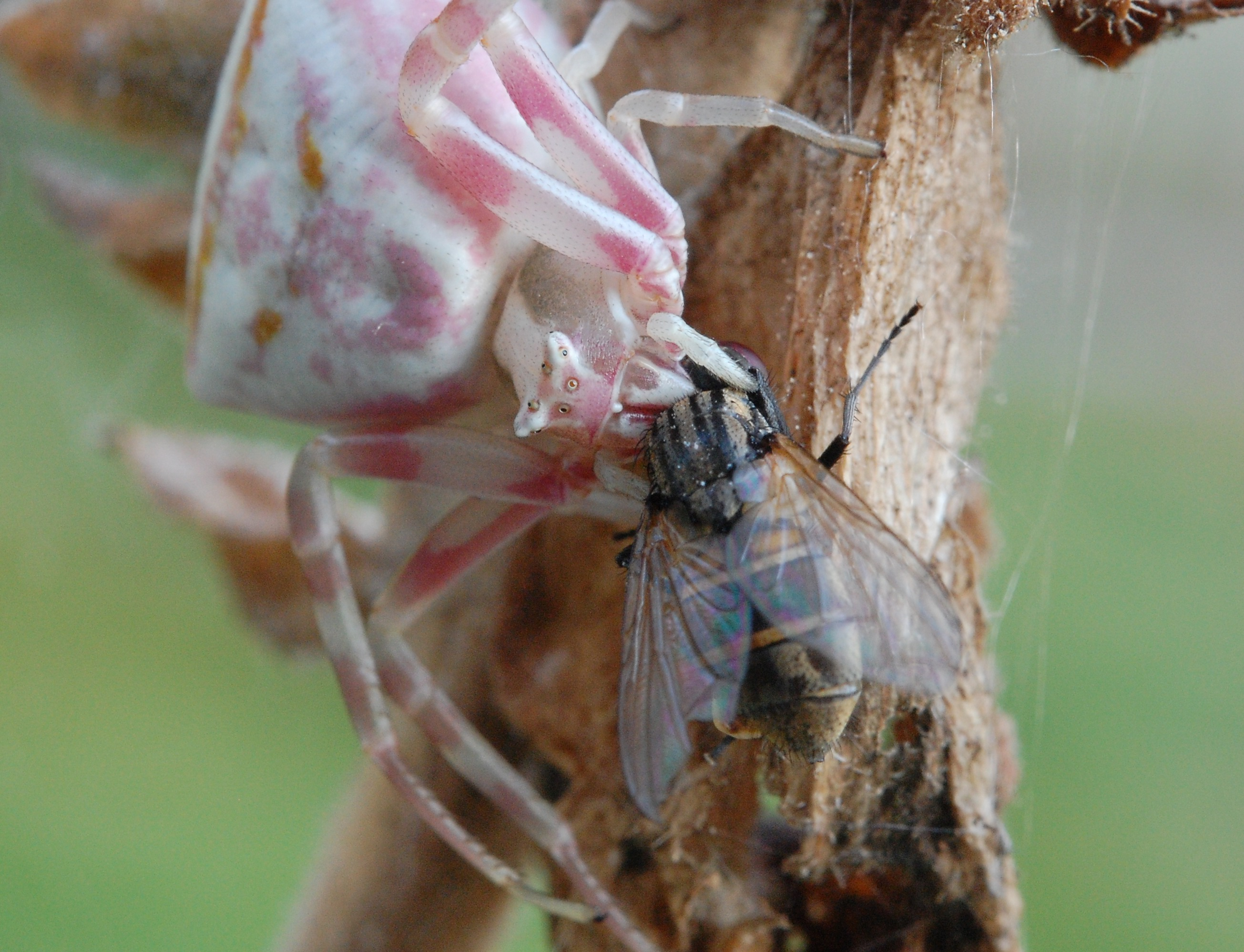
تأكل ذبابة
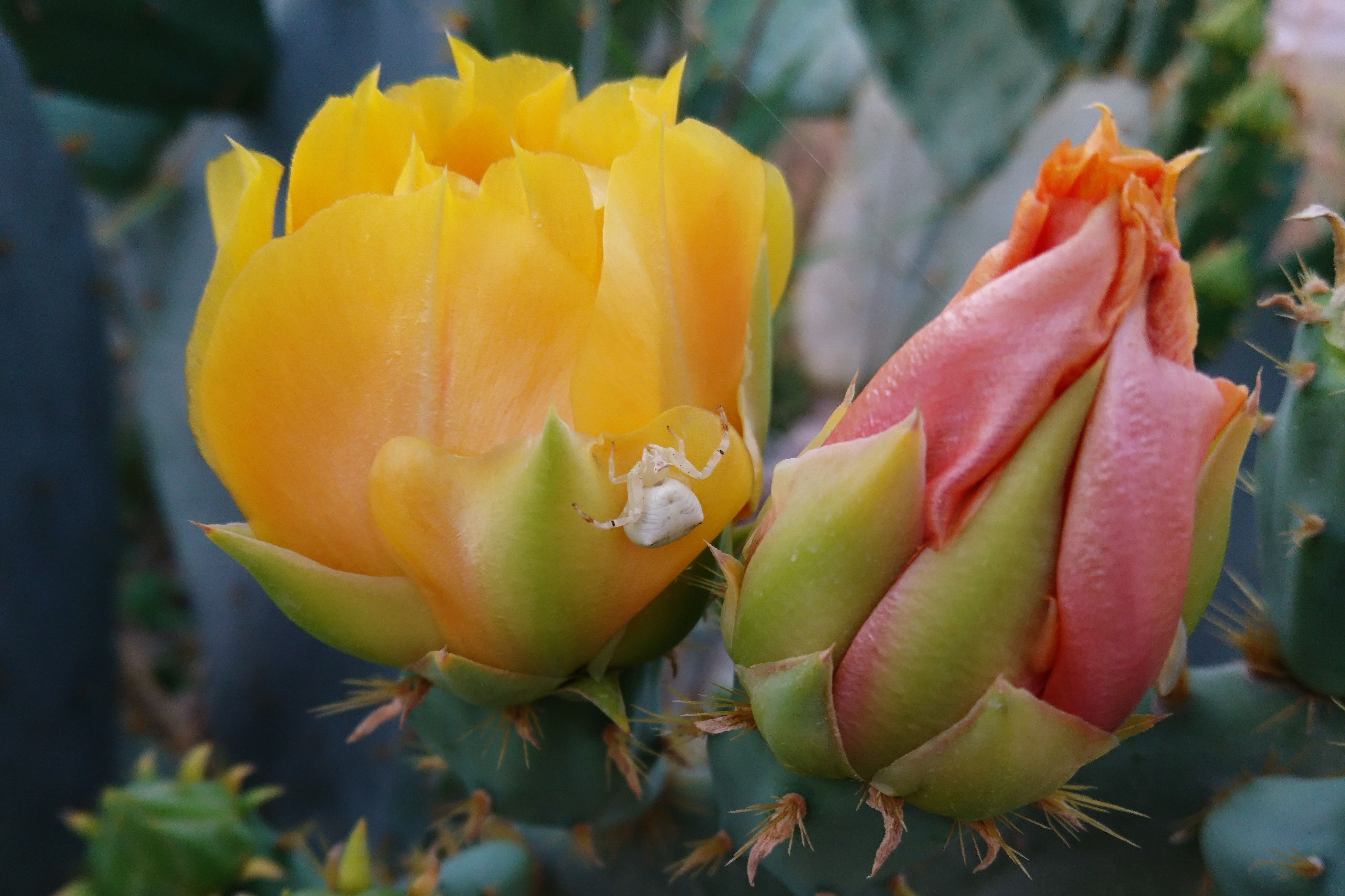
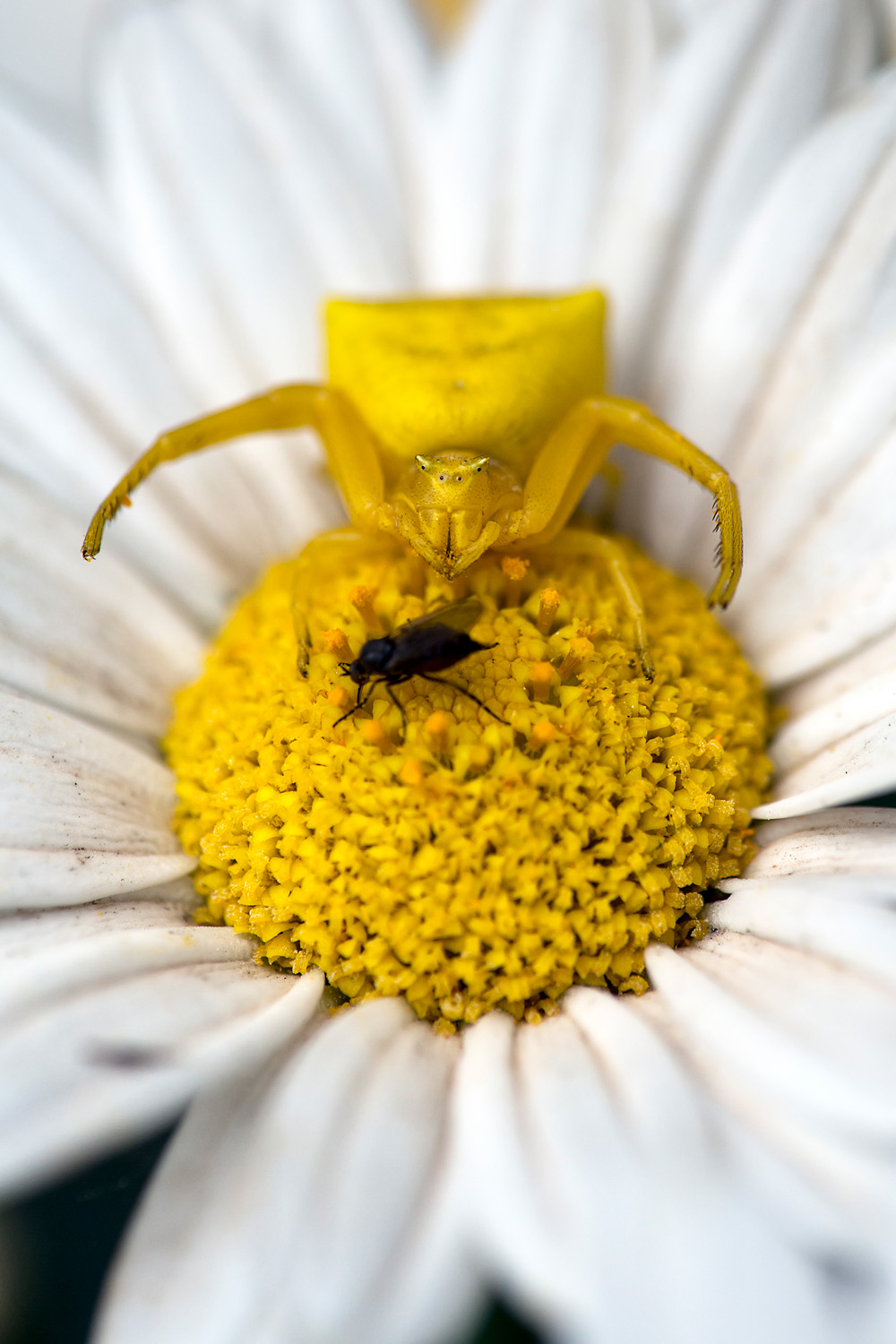
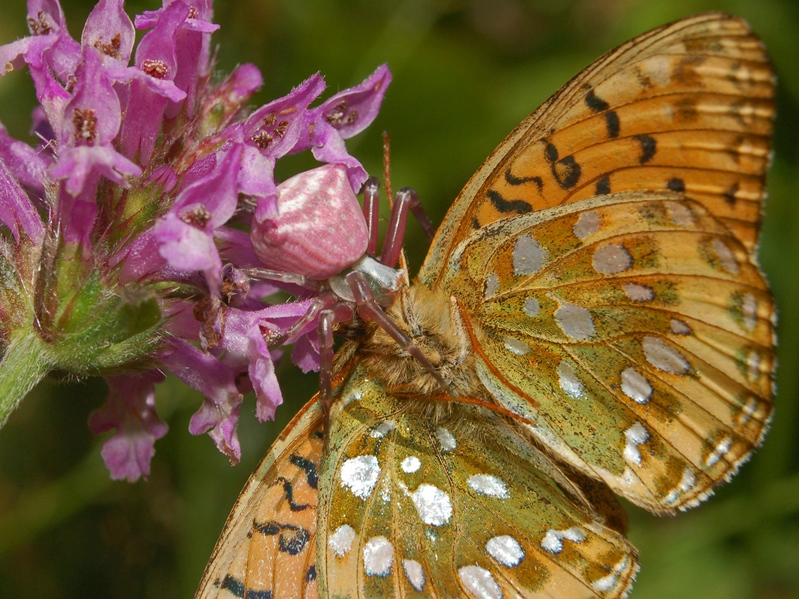
التمويه الأرجواني